# Piper vestitum
Piper vestitum är en pepparväxtart som beskrevs av C. Dc.. Piper vestitum ingår i släktet Piper och familjen pepparväxter. Inga underarter finns listade i Catalogue of Life.